# Íñigo Losada
Íñigo Javier Losada Rodríguez (Bilbao, 1962) es un ingeniero español de caminos, canales y puertos, catedrático de Ingeniería Hidráulica de la Universidad de Cantabria y director de Investigación del Instituto de Hidráulica Ambiental de la Universidad de Cantabria (IHCantabria), donde ejerce su actividad investigadora en ingeniería de costas y oceánica y en cambio climático. Es además director Científico del Gran Tanque de Ingeniería Marítima de Cantabria (Cantabria Coastal and Ocean Basin), una de las Instalaciones Científicas y Técnicas Singulares (ICTS) españolas.
Entre otros reconocimientos, ha recibido en 2017 el Oremio John G. Moffat-Frank E. Nichol Harbor Coastal Engineering Award de la Asociación Americana de Ingenieros Civiles ASCE «por sus internacionalmente reconocidas contribuciones a la ingeniería de costas, incluyendo la creación de uno de los centros de investigación más prestigiosos del mundo, el desarrollo de modelos numéricos extensamente utilizados en la profesión y la educación y tutorazgo de las futuras generaciones de ingenieros de costas en el mundo», habiendo sido el primer investigador que lo ha recibido trabajando fuera de EE. UU. desde su creación en 1977.
También ha recibido el Premio Rey Jaume I de Protección del Medio Ambiente (2018), «por su importante contribución a la mejora del medio ambiente, así como a la lucha contra el cambio climático. Sus estudios sobre la dinámica costera sientan las bases para la protección de las mismas».

## Biografía
Íñigo Losada cursó el bachillerato alemán en el Colegio Alemán de Bilbao. Finalizó sus estudios de Ingeniería de Caminos, Canales y Puertos por la Universidad de Cantabria en 1988, doctorándose por la Universidad de Cantabria en 1991 y por la Universidad de Delaware en 1996 en la que trabajó como investigador en el Center for Applied Coastal Research entre 1989 y 1992. Es catedrático de la ETSI de Ingenieros de Caminos, Canales y Puertos de la Universidad de Cantabria desde 1999. 
Su investigación se caracteriza por una visión sistémica e integrada de la ingeniería del océano, combinando clima y ecología con el conocimiento y tecnologías propias de la ingeniería costera y offshore, para contribuir al uso sostenible de los recursos del océano y las zonas costeras. En estos ámbitos cuenta con una gran cantidad de publicaciones que le han llevado a ser el español con mayor índice h en ingeniería civil y en ingeniería oceánica, además del segundo más citado del mundo en la disciplina Ocean Engineering.
Losada ha combinado su labor de investigación con una importante actividad de transferencia tecnológica y colaboración con administraciones públicas, organismos multilaterales, agencias de cooperación y empresas de todo el mundo en ámbitos como el cambio climático, la gestión de riesgos naturales, el desarrollo de infraestructuras sostenibles o las energías renovables en el medio  marino, siendo coautor de 8 patentes, un gran número de modelos numéricos de ingeniería utilizados internacionalmente y habiendo dirigido proyectos en más de 25 países. 
Desde 2010 ha pertenecido al Panel Intergubernamental de Cambio Climático  (IPCC), habiendo coordinado el capítulo sobre cambio climático en la costa en el 5º Informe, AR5 (2014).
Además Losada ha contribuido a la creación y gestión de diferentes iniciativas dirigidas a la investigación, formación y transferencia de conocimiento y tecnología a administraciones públicas y empresas:
- De 2007 a 2011 fue cofundador y primer Director del Instituto de Hidráulica Ambiental “IHCantabria” del que es Director de Investigación desde 2011.
- Desde su concepción en 2007, ha sido Director Científico del Cantabria Coastal and Ocean Basin
- Fundador en 2008 del Cantabria-Cornell Exchange Program in Civil Engineering
- Entre 2010 y 2014 Coordinador del Campus de Agua y Energía de Cantabria Campus Internacional
- Cofundador en 2009 de IDERMAR (Investigación y Desarrollo en Energías Marinas) S.L.

## Premios y reconocimientos
Individuales:
- 1999: Premio Modesto Vigueras, Asociación Española de Puertos y Costas (PIANC)
- 2005: Premio a la Calidad al Mejor Programa de Doctorado en Ciencias Aplicadas de Iberoamérica. Doctorado en Ciencias y Tecnologías Marinas, Asociación Iberoamericana de Posgrado (AUIP). Director del programa.
- 2011: Premio Internacional Augusto González Linares de Medio Ambiente
- 2011: “Andrew Heiskell” Honorable Mention for Best Practices in International Partnerships. “For the US-Spain Academic Cooperation to the Cornell-Cantabria Exchange Program”. Institute of International Education (IIE). 2011. Fundador y Director del programa.
- 2013: Medalla al Mérito Profesional. Colegio de Ingenieros de Caminos, Canales y Puertos.
- 2016: Enrico Marchi Distinguished Lecture. Gruppo Italiano de Idraulica
- 2017 John G. Moffat-Frank E. Nichol Harbor and Coastal Engineering Award. American Society of Civil Engineers (ASCE).
- 2017: Medalla al Mérito Naval con Distintivo Blanco. Ministerio de Defensa
- 2018: Premio Rei Jaume I de Protección del Medio Ambiente.
- 2018: lección inaugural. Curso académico 2018/2019. Universidad de Cantabria.
- 2019: Cántabro del Año 2018 (junto con Raúl Medina).[4] El Diario Montañés.
- 2019: Premio Industria Azul del Clúster Marítimo de Cantabria-MarCa “por su reseñable trabajo en el desarrollo de la industria marítima de la región y su promoción a nivel internacional”
- 2019: Guerreros del Cambio Climático. El País Semanal.[5]

Colectivos a su grupo de investigación:
- 1999: Premio Nacional de Medio Ambiente
- 2003: Premio de Investigación del Consejo Social de la UC
- 2006: Premio José de Azas. Colegio de Ingenieros de Caminos, Canales y Puertos. Demarcación de Cantabria.
- 2007 Premio de Medio Ambiente del Gobierno de Cantabria
- 2009 Premio de Investigación del Consejo Social de la UC

Colectivos a su institución:
- IHCantabria, elegido Proyecto Emblemático Español financiado en los 30 años de Fondos de Cohesión por la Comisión Europea. 2018, otorgado por la Comisión Europea.

6.ª posición global en el Ranking de Shanghái y 1.ª en impacto normalizado de las publicaciones en la disciplina Ocean Engineering

## Afiliaciones
- Académico de la Academia_Europæa, Physics and Engineering Sciences, desde 2020.[6]

- Académico de la European Academy of Sciences, Earth and Environmental Sciences Division, desde 2020.[7]

- Académico de número de la Real Academia de Ingeniería de España desde 2018,[8]

- Miembro del Coastal Engineering Research Council, American Society of Civil Engineers ASCE desde 2014.[9]

- Miembro, International Scientific Advisory Committee, Basque Center for Climate Change desde 2016[10]

- American Society of Civil Engineers (ASCE)

- International Association for Hydro-Environment Engineering and Research

- Colegio de Ingeniero de Caminos, Canales y Puertos